# L'apprendista cavaliere
L'apprendista cavaliere (Mon chevalier et moi) è una serie animata franco-belga creata da Joeri Christiaen e prodotta da TeamTO, Thuristar e Cake Entertainment, in co-produzione con Canal+ Family, Télétoon+, Super RTL, VRT-Ketnet, RTBF-Ouftivi.
La serie viene trasmessa in Belgio dal 28 agosto 2016 al 4 marzo 2017 su RTBF-Ouftivi e in Francia dal 1 al 30 novembre dello stesso anno su Télétoon+. Negli Stati Uniti viene mandata in onda dal 2 gennaio 2017 su Cartoon Network (ep. 1-33) e Boomerang (ep. 34-52), mentre in Italia viene trasmessa su Boomerang dal 30 gennaio 2017, e replicata in chiaro su Boing dal 5 maggio dello stesso anno.

## Trama
Nel regno di Epic giovani scudieri studiano per diventare cavalieri mentre le ragazze studiano per diventare principesse. Tra gli scudieri vi è Jimmy, figlio del cavaliere Henri d'Orange, non tanto forzuto ma dotato di una grande intelligenza; tra le ragazze vi è Cat, la migliore amica di Jimmy, forse la persona più dotata di coraggio nel regno. I due partecipano spesso alle missioni cavalleresche di Henri per il regno di Epic, costantemente minacciato da varie catastrofi, causate perlopiù dal drago Bad Jack (affamato di cavalieri) o dalla Strega della Foresta Stregata (che vuole spodestare la mamma di Cat, la quale è regina di Epic).

## Episodi
| n° | Titolo originale                           | Titolo italiano                   | Prima TV Belgio   | Prima TV Francia | Prima TV Italia  |
| -- | ------------------------------------------ | --------------------------------- | ----------------- | ---------------- | ---------------- |
| 1  | Comment sauver une princesse               | Come salvare una principessa      | 28 agosto 2016    | 1 novembre 2016  | 30 gennaio 2017  |
| 2  | La princesse et le cygne                   | Il capodanno del drago            | 28 agosto 2016    | 1 novembre 2016  | 30 gennaio 2017  |
| 3  | Chasseurs de sorcières                     | Caccia alla strega                | 4 settembre 2016  | 1 novembre 2016  | 31 gennaio 2017  |
| 4  | Maléfique mandoline                        | Il Mandolino Perduto              | 4 settembre 2016  | 1 novembre 2016  | 31 gennaio 2017  |
| 5  | Une choré épique                           | Scudieri ballerini                | 11 settembre 2016 | 3 novembre 2016  | 1 febbraio 2017  |
| 6  | Fashion victimes                           | Il cavaliere del secolo           | 11 settembre 2016 | 3 novembre 2016  | 1 febbraio 2017  |
| 7  | L'attaque de l'écuyer de 15 mètres de haut | Il piccolo grande scudiero        | 18 settembre 2016 | 4 novembre 2016  | 2 febbraio 2017  |
| 8  | Le heaume d'épique                         | L'elmo attira guai                | 18 settembre 2016 | 4 novembre 2016  | 2 febbraio 2017  |
| 9  | Le challenge                               | La sfida                          | 25 settembre 2016 | 5 novembre 2016  | 3 febbraio 2017  |
| 10 | Garde royale                               | La guardia della Regina           | 25 settembre 2016 | 5 novembre 2016  | 3 febbraio 2017  |
| 11 | Le chevalier de la route                   | Il cavaliere della strada         | 2 ottobre 2016    | 7 novembre 2016  | 6 febbraio 2017  |
| 12 | Trafic épique                              | Il cavaliere del traffico         | 2 ottobre 2016    | 7 novembre 2016  | 6 febbraio 2017  |
| 13 | La sorcière des marais puants              | La Strega della Palude Puzzolente | 9 ottobre 2016    | 8 novembre 2016  | 7 febbraio 2017  |
| 14 | Le Festival de la moisson                  | La festa del raccolto             | 9 ottobre 2016    | 8 novembre 2016  | 7 febbraio 2017  |
| 15 | Trésor à saisir                            | Il tesoro intrappolato            | 16 ottobre 2016   | 9 novembre 2016  | 8 febbraio 2017  |
| 16 | Devine qui vient dîner?                    | Indovina chi viene a cena         | 16 ottobre 2016   | 10 novembre 2016 | 8 febbraio 2017  |
| 17 | Colbert sans peur                          | Il Cavaliere Colbert              | 23 ottobre 2016   | 10 novembre 2016 | 9 febbraio 2017  |
| 18 | Une Cat dans le sac                        |                                   | 23 ottobre 2016   | 12 novembre 2016 | 9 febbraio 2017  |
| 19 | À la recherche de la star épique           | Il Talent Show                    | 30 ottobre 2016   | 12 novembre 2016 | 10 febbraio 2017 |
| 20 | Brave Jack                                 | Il buon Jack                      | 30 ottobre 2016   | 12 novembre 2016 | 10 febbraio 2017 |
| 21 | Henri the Felon                            | Henri in prigione                 | 6 novembre 2016   | 12 novembre 2016 | 13 febbraio 2017 |
| 22 | Jimmy, on a rétréci ma mère                | Il lecca lecca stregato           | 6 novembre 2016   | 14 novembre 2016 | 13 febbraio 2017 |
| 23 | Scoop toujours                             | Ronny e il Mostro Roccia          | 13 novembre 2016  | 14 novembre 2016 | 14 febbraio 2017 |
| 24 | Le chevaucheur de dragon                   | Il domatore di draghi             | 13 novembre 2016  | 15 novembre 2016 | 14 febbraio 2017 |
| 25 | La trêve                                   | La tregua                         | 20 novembre 2016  | 15 novembre 2016 | 15 febbraio 2017 |
| 26 | Les sorciers                               | Gli stregoni                      | 20 novembre 2016  | 16 novembre 2016 | 15 febbraio 2017 |
| 27 | Journée en famille                         |                                   | 27 novembre 2016  | 17 novembre 2016 | 20 maggio 2017   |
| 28 | La dent du bonheur                         |                                   | 27 novembre 2016  | 17 novembre 2016 | 20 maggio 2017   |
| 29 | Retour à l'école                           |                                   | 4 dicembre 2016   | 18 novembre 2016 | 21 maggio 2017   |
| 30 | Méchants associés                          |                                   | 4 dicembre 2016   | 18 novembre 2016 | 21 maggio 2017   |
| 31 | Mon père et moi                            |                                   | 11 dicembre 2016  | 19 novembre 2016 | 27 maggio 2017   |
| 32 | Bagarre, mensonge et vidéo                 |                                   | 11 dicembre 2016  | 19 novembre 2016 | 27 maggio 2017   |
| 33 | Clones en série                            |                                   | 18 dicembre 2016  | 20 novembre 2016 | 28 maggio 2017   |
| 34 | Pas si vite                                |                                   | 18 dicembre 2016  | 21 novembre 2016 | 28 maggio 2017   |
| 35 | Princesse mode d'emploi                    |                                   | 7 gennaio 2017    | 21 novembre 2016 | 3 giugno 2017    |
| 36 | Benoît, un écuyer brillant                 |                                   | 7 gennaio 2017    | 22 novembre 2016 | 3 giugno 2017    |
| 37 | Papy rouge                                 |                                   | 14 gennaio 2017   | 22 novembre 2016 | 4 giugno 2017    |
| 38 | Jimmy la gonflette                         |                                   | 14 gennaio 2017   | 23 novembre 2016 | 4 giugno 2017    |
| 39 | Le dragon au bois dormant                  |                                   | 21 gennaio 2017   | 23 novembre 2016 |                  |
| 40 | Le retour du cygne                         |                                   | 21 gennaio 2017   | 24 novembre 2016 |                  |
| 41 | De la fuite dans les idées                 |                                   | 28 gennaio 2017   | 24 novembre 2016 |                  |
| 42 | L'écuyer masqué                            |                                   | 28 gennaio 2017   | 25 novembre 2016 |                  |
| 43 | La fureur du chevalier                     |                                   | 4 febbraio 2017   | 25 novembre 2016 |                  |
| 44 | Voir ou être vu                            |                                   | 4 febbraio 2017   | 26 novembre 2016 |                  |
| 45 | Plus fort que le rock                      |                                   | 11 febbraio 2017  | 26 novembre 2016 |                  |
| 46 | Opération tarte aux pommes                 |                                   | 11 febbraio 2017  | 27 novembre 2016 |                  |
| 47 | Rébellion chez les princesses              |                                   | 18 febbraio 2017  | 28 novembre 2016 |                  |
| 48 | La gloire ou le fromage                    |                                   | 18 febbraio 2017  | 28 novembre 2016 |                  |
| 49 | Au service de Sa Majesté                   |                                   | 25 febbraio 2017  | 29 novembre 2016 |                  |
| 50 | Tu veux la paix? Prépare la guerre         |                                   | 25 febbraio 2017  | 29 novembre 2016 |                  |
| 51 | La plus grande fan du cygne                |                                   | 4 marzo 2017      | 30 novembre 2016 |                  |
| 52 | Rêve épique                                |                                   | 4 marzo 2017      | 30 novembre 2016 |                  |